# Manuel González (actor)
Manuel González (f. Madrid, 24 de diciembre de 1946) fue un actor español.

## Biografía
Desarrollo casi toda su carrera artística sobre los escenarios de la capital de España. Sus inicios se sitúan en el Teatro de la Comedia junto a Mercedes Pérez de Vargas. Poco después se incorporó a la compañía de Juan Bonafé y se especializó en el género de la comedia. Además ejerció como director teatral.
Durante la década de 1930 actuó en el Teatro Español de Madrid, sobre cuyo escenario interpretó entre otras piezas Don Juan Tenorio, de Zorrilla y Electra, de Galdós. Durante buena parte de la Guerra Civil Española fue arrendatario del dicho Teatro, y precisamente tenía en cartel El alcalde de Zalamea el día que las tropas de Francisco Franco, el 28 de marzo de 1939 entraron en Madrid. Tras la guerra formó junto a Antonio Vico, Carmen Carbonell y Concha Catalá la compañía Los cuatro ases.
Falleció a consecuencia de una angina de pecho, el 24 de diciembre de 1946, en Madrid y habría sido enterrado en el cementerio de la Almudena.